# Lineus oculatus
Lineus oculatus är en djurart som tillhör fylumet slemmaskar, och. Lineus oculatus ingår i släktet Lineus och familjen Lineidae. Inga underarter finns listade i Catalogue of Life.